# 郭珞瑶
郭珞瑶（2001年11月11日—），来自河北省石家庄市，中国女子轮椅网球运动员。目前居住在北京并代表北京队出战。在2024年夏季残疾人奥林匹克运动会轮椅网球女子双打比赛上与王紫莹搭档获得铜牌，為中国代表团在残奥会网球项目上获得的首枚奖牌。
郭珞瑶2017年开始练习轮椅网球。在中国杭州举行的2022年亚洲残疾人运动会上获得轮椅网球女子双打银牌和单打第4名。
在2024年轮椅网球世界杯上和队友一起获得冠军。在2024年温布尔登网球锦标赛首次参加大满贯比赛，在女双比赛中进入四强。